# Лысак, Виктор Павлович
Ви́ктор Па́влович Лыса́к (18 октября 1951 — 10 января 2015) — украинский и российский кинооператор.

## Биография
Родился 18 октября 1951 года в городе Жашков.
В 1975 году окончил фотофакультет Киевского Республиканского заочного технологического техникума (дневное отделение), затем — операторский факультет киноотделения КГИТИ им. Карпенко-Карого. С 1975 года работает на киностудии им. Довженко. Работал на студии «ТРИТЭ»(Москва). Член Национального союза кинематографистов Украины. Член Европейской ассоциации кинооператоров «Имаго». Академик Украинской Телевизионной Академии. Кинооператор-постановщик высшей категории.
Работал оператором-постановщиком в фильмах: «Грешница в маске», «Иисус, сын Бога живого», «Всем привет», вторым оператором в фильмах: «Смиренное кладбище», «Приятель покойника», Урга и Утомлённые солнцем.
Скончался 10 января 2015 года. Похоронен на Байковом кладбище Киева.

## Фильмография
- 1991 год — Урга («ТРИТЭ»; второй оператор; главный приз Венецианского кинофестиваля «Золотой лев»).
- 1993 — Грешница в маске (Украина, Германия, США).
- 1994 год — Утомлённые солнцем («ТРИТЭ»; главный приз Американской киноакадемии «Оскар»).
- 1995 — Иисус, сын Бога живого (Украина).
- 1999 год — Комедийный квартет
- 2000 — Всем привет! (режиссёр — Дмитрий Томашпольский; главный приз «Золотая Бригантина»)
- 2000 год — Киевский Иерусалим.
- 2001 год — Дружная семейка (телеканал «РТР»)
- 2001 год — Откройте другу.
- 2002 год — Приватная милиция.
- 2003 — Веселая компания.
- 2004 — Русское лекарство.
- 2005 — Развод и девичья фамилия (Россия, Украина).
- 2005 — Пороки и их поклонники.
- 2005 — Новый русский романс (Украина).
- 2005 — Близкие люди.
- 2006 — Пять минут до метро.
- 2006 — Почаев (Украина; главный приз телефестиваля «Покров»).
- 2006 — Один в новогоднюю ночь (Украина).
- 2008 — Любовь на асфальте.
- 2008 — Колдовская любовь (Украина).
- 2009 — За все тебя благодарю — 3 (Россия, Украина).
- 2009 — 1941 (Россия, Украина)
- 2010 — Соседи (Украина);
- 2010—Хлебный день
- 2011 год — Вчера закончилась война (телеканал «Россия»; номинация «Золотой орёл»,Россия)
- 2011 год — Любовь и немного перца (телеканал «Россия», Россия)
- 2012 год — Одиночки (телеканал «Домашний», Россия; Гран-при конкурса фильмов для детей и юношества «Золотая Бригантинка» в рамках Бердянского Международного кинофестиваля)
- 2012 год — Воробушек (телеканал «Домашний», Россия)
- 2012 год — Стань мной (телеканал «Домашний», Россия)
- 2013 год- Билет на двоих (Украина)под псевдонимом
- 2013 год — Горюнов (НТВ)
- 2014 год- Пока станица спит −4 серии(РТР) Телевизионная премия ,,ТЭФИ,, за 2014г